# Оллред, Лэнс
Лэнс Коллин Оллред (англ. Lance Collin Allred, род. 2 февраля 1981 года) — профессиональный американский баскетболист. Оллред стал первым зарегистрированным глухим игроком в истории Национальной баскетбольной ассоциации, где провёл несколько игр за команду «Кливленд Кавальерс». Его слух потерян примерно на 75—80 %, Оллред использует слуховой аппарат. Автор автобиографии «Longshot: The Adventures of a Deaf Fundamentalist Mormon Kid and His Journey to the NBA» («Дальний бросок: приключения глухого мормонского мальчика и его путешествие в НБА»), опубликованной издательством Harper Collins.

## Биография
Лэнс Оллред родился в городе Пайнсдейл (Монтана) в мормонской полигамной коммуне, которую основал его дед Ралон Оллред. Лэнс стал пятым ребёнком в семье школьного учителя Вэнса Оллреда и Тэйн Оллред. Из-за резус-конфликта со своей матерью после рождения он несколько недель пролежал в инкубаторе для новорожденных, и ему делали инъекции специальных антител.
Хотя семья Лэнса жила в полигамной общине, на момент его рождения у его отца была всего одна жена. Ранее у Вэнса Оллреда была вторая жена, по имени Колин, но она уехала вскоре после рождения Лэнса, забрав трёх своих детей. Уже в детстве у Лэнса диагностировали глухоту, и он был вынужден носить слуховой аппарат. В 1987 году, когда Оллреду было 7 лет, из-за разногласий с общиной его семья переехала в пригород Солт-Лейк-Сити Мюррей, где он стал посещать начальную школу Грант. Его отец полностью порвал с общиной и перестал посещать церковь, когда ему было 12 лет, а через некоторое время вступил в Церковь Иисуса Христа Святых последних дней (Церковь СПД). Из-за угрозы насилия со стороны бывшей общины семья была вынуждена переехать и поселиться в месте компактного проживания членов Церкви СПД. В восьмом классе Оллред, благодаря своему высокому росту, попал в баскетбольную команду средней школы Брайант, которая играла в местной лиге Церкви Иисуса Христа Святых последних дней.
По окончании восьми классов он поступил в школу Уэст, где в самом начале баскетбольного сезона сломал ногу, из-за чего сыграл всего несколько игр в конце сезона. В следующем году Лэнс перешёл в школу Ист, где вскоре, благодаря своим баскетбольным навыкам, а также высокому росту, стал одним из лидеров команды. Во время последнего года обучения он, в среднем, за игру набирал по 17,3 очка и делал 9,8 подбора, 3,4 передачи и 1,7 блок-шота за игру и завоевал многочисленные награды. В 1999 году Оллред был назван лучшим игроком года штата Юта по версии Gatorade, а также включён в первую сборную всех звёзд журналами The Salt Lake Tribune и Deseret News. Оллред также был назван «Лучшим на Западе» среди центровых Pac-West Hoops и включён изданиями CNN/Sports Illustrated в список 100 лучших рекрутов. Ему поступило большое количество предложений от университетов, но он решил остаться в родном штате и выбрал Университет Юты, баскетбольная команда которого была одной из лучших в лиге, а тренер Рик Маджерус имел репутацию приводить своих игроков до драфта НБА.

## Университетская карьера

### Университет Юты
Поскольку Оллерд два года занимался миссионерской деятельностью, он был вынужден на это время отказаться от участия в баскетбольной команде. В своём первом сезоне выступления за университетскую команду Лэнс сыграл в 17 играх. Выходя на площадку в среднем, на 5,6 минуты за игру, он набирал по 2,2 очка и делал 1,8 подбора. В следующем сезоне 2001/02 его время на площадке увеличилось до 10,5 минуты за игру. По окончании сезона Оллред перешёл в университет Уэбер Стэйт в Огдене, Юта. Позже он объяснял свой переход тем, что у него были плохие отношения с главным тренером Риком Маджерусом. Лэнс обвинял последнего в том, что он постоянно словесно унижал его, направляя свои нападки на его глухоту. В интервью Salt Lake Tribune Оллред сообщил, что Маджерус однажды сказал: «Ланс, ты виляешь по жизни, используя слух как оправдание. Ты позор для калек. Если бы я был калекой в инвалидном кресле и увидел, как ты играешь в баскетбол, я бы застрелился». Маджурус все эти обвинения отрицал. Родители Оллреда подали официальную жалобу на тренера, однако расследование, проведённое отделом обеспечения равных возможностей, не смогло установить, действительно ли Маджерус делал такие высказывания. В своей автобиографической книге Оллред написал, что его отношения с тренером стали портиться после того, как журналист Salt Lake Tribune пришёл взять у него интервью. И тренер сказал: «Лэнс, он хочет взять у тебя интервью только потому, что ты глухой, а не потому что ты хороший игрок. Это равнозначно тому, как если бы он пришёл взять интервью у меня, потому что я толстый, а не из-за моих тренерских способностей».

### Чемпионат мира среди глухих
В 2002 году Оллреду предложили присоединиться к национальной сборной США среди глухих для участия в первом чемпионате мира среди глухих, который должен был пройти в июле в Афинах. В игре против Литвы Лэнс получил травму и был вынужден пропустить финальную игру против сборной Греции, в которой победу одержали хозяева турнира. По итогам чемпионата Оллред завоевал серебряную медаль, стал лидером по количеству забитых мячей с игры и третьим по блок-шотам.

### Университет Уэбер Стэйт
В университете Уэбер Стэйт Оллреда чаще выпускали на площадку, и он набирал в среднем за игру по 11,7 очка и делал 6 подборов. Межсезонье он посвятил своей физической подготовке, наращивая мускулатуру. За лето он набрал около 13 килограммов, и его вес составил 122,5 кг. В третьем сезоне (2004/05) он стал лидером команды, набирая по 17,7 очка за игру и делая 12 подборов. Лэнс стал третьим по подборам в чемпионате, уступив только Полу Миллсэпу и Эндрю Богуту. Он, практически в одиночку, довёл свою команду до финальной игры в конференции Big Sky, где «Уайлдкэтс» проиграли с разрывом в 2 очка. За свои достижения Оллред был включён в первую команду всех звёзд Big Sky и в первую команду всех звёзд Юты журналом Deseret News. Сделав 348 подборов, он стал пятым в истории университета по подборам, сделанным за один сезон, а также стал лидером команды по проценту попаданий с игры — 52 %. За время выступления в «Уэббер Стэйт Уайлдкэтс» он сделал 511 подборов и стал 20-м по этому показателю в истории команды. Университет Лэнс окончил со степенью бакалавра по английскому языку и истории.
За месяц до окончания университета Оллред вместе с ещё 67 игроками был приглашён принять участие в турнире в Портсмуте, первом из двух преддрафтовых лагерей НБА.

## Профессиональная карьера
Став третьим по подборам в национальном первенстве, Оллред получил право провести преддрафтовую тренировку с командой НБА, которой стала «Юта Джаз». Вместе с ним на просмотре в «Джаз» были Чарли Вильянуэва и Си Джей Майлз. После тренировки Оллред дал несколько интервью, а на вопрос главного тренера Джерри Слоуна, почему команда должна выбрать его, ответил: «Есть много причин. Первая — я местный, и меня здесь все знают…Вторая — никто не будет работать больше, чем я. Многие могут тяжело работать, но никто не будет работать больше меня». Трансляцию драфта Лэнс смотрел дома по телевизору вместе со своими родителями и друзьями. На драфте 2005 года «Юта Джаз» выбрали под 3 номером Дерона Уильямса, «Торонто Рэпторс» под 8 номером Вильянуэва, а во втором раунде «Джаз» выбрали Си Джей Майлза. Оллред оказался в числе невыбранных игроков. Известие сильно расстроило его, и он, попрощавшись с родными, до поздней ночи ездил по городу в одиночестве на машине.
Позже Оллред был приглашён в летний лагерь «Лос-Анджелес Клипперс», проходивший в Лас-Вегасе. В игре против «Сакраменто Кингз» Лэнс смог набрать 6 очков всего за 4 секунды. Однако, по окончании лагеря его так и не пригласили в команду. Оллред нанял в качестве своего агента Джона Грэйга и через некоторое время получил предложение от турецкого баскетбольного клуба «Галатасарай», а в октябре 2005 года некоторое время пробыл в Турции на просмотре, однако контракт с командой заключён не был, а ему так и не выплатили компенсацию.

### 2005—2006: Выступление в европейских клубах
Оллред получил предложение от французского клуба «Руан-баскет», выступающего в чемпионате Франции по баскетболу, заключить двухмесячный контракт, чтобы заменить травмированного Джейми Паттерсона. В 11 матчах, проведённых им за клуб, он, в среднем, за игру набирал по 5,5 очка и делал 3,9 подбора. В январе 2006 года Оллред был приглашён на месяц заменить травмированного Реджио Бассете в команде «Бур-Баскет», занимавшей в то время третье место во французском чемпионате. В четырёх играх он, в среднем, за игру набирал по 2,5 очка и делал 1,5 подбора. Перед последней игрой за «Бур» ему поступило предложение заключить контракт до конца сезона с командой «Седеса Лириа» из второй испанской лиги. В своей первой игре за новый клуб Оллред смог сделать 18 подборов. В среднем же за игру он набирал 15 очков и делал 7,2 подбора. В конце сезона Лэнс стал испытывать проблемы с коленями, и испанский терапевт поставил ему диагноз тендинит, так как у Оллреда не было испанской страховки, а команда не хотела платить за операцию, он решил уехать домой. Вернувшись в США, Оллред сам оплатил операцию на колене.

### 2006—2008: Айдахо Стэмпид
Восстановившись после операции, Оллред получил предложение от «Айдахо Стэмпид», перешедшей из Континентальной баскетбольной ассоциации в Лигу развития НБА. Тренер команды Брайан Гейтс работал во время летнего лагеря заместителем тренера «Клипперс», который и посоветовал Гейтсу взять Оллреда. Лэнс подписал контракт новичка, по которому его зарплата составляла 12 000 долларов за сезон. Несмотря на небольшую зарплату, игроки Д-Лиги имеют больший шанс попасть в НБА, чем игроки европейских чемпионатов, так как скауты и генеральные менеджеры клубов НБА больше к ним присматриваются, а также игроки Д-Лиги имеют статусы свободных агентов, и любой клуб НБА может подписать с ними контракт. В первой игре за команду Лэнс набрал 15 очков, однако его «Стэмпид» уступили «Колорадо 14». В 43 играх за «Айдахо Стэмпид» в Лиге развития НБА Оллред в среднем набирал за игру 10,1 очка и делал 5,7 подбора за 20,9 минуты на площадке. Выходя на замену в начале сезона, из-за перехода игроков в другие команды и травм Оллред вошёл в стартовую пятёрку.
В мае 2007 года Оллред присоединился к своему товарищу по «Стэмпид» Рику Санчесу, который в межсезонье играл в Пуэрто-Рико, а в июле был приглашён «Бостон Селтикс» в летнюю лигу НБА. После лагеря он в составе сборной Д-Лиги отправился в Китай для участия в Кубке Станковича, где занял третье место. В межсезонье Оллреду поступило несколько предложений от европейских команд, однако он решил остаться в Д-Лиге. В октябре — ноябре он в составе полупрофессиональной команды ездил по стране и участвовал в выставочных играх против баскетбольных команд университетов.
В сезоне 2007/08 Оллред вошёл в стартовую пятёрку «Айдахо Стэмпид», став одним из лучших центровых лиги, и выходил в стартовом составе во всех 38 играх. В среднем, за игру он набирал по 16,2 очка, делал 10 подборов и 1,4 передачи. В первой половине сезона он смог сделать больше всех дабл-даблов в лиге — 13, из которых 6 подряд, и был назван самым ценным игроком первой половины сезона. За свои достижения он был включён в Красную команду матча всех звёзд Д-Лиги, проходящего во время ежегодного D-League’s Dream Factory, являющегося частью матча всех звёзд НБА. Он стал победителем в первом в истории Д-Лиги конкурса H.O.R.S.E. В первом раунде Оллред противостоял Джереми Ричардсону. 5 минут, отведённые на поединок, закончились вничью, а в дополнительное время до первого промаха победил Лэнс. В финале Оллред обыграл Морриса Оллмонда, самого результативного игрока лиги на тот момент. Лэнс выполнил бросок с отскоком от щита, стоя на коленях, который Оллмонд не сумел повторить. После игры он рассказал в интервью, что в детстве его отец не любил баскетбол, но играл с ним в H.O.R.S.E. На следующий день прошёл матч всех звёзд Д-Лиги. За игру Оллред набрал 15 очков, из которых 10 в первой четверти, а также сделал 8 подборов и 3 блок-шота. Поединок завершился со счётом 99—117 в пользу Синей команды.

### 2008: Кливленд Кавальерс
13 марта 2008 года клуб НБА «Кливленд Кавальерс» подписал с Оллредом десятидневный контракт и вызвал его в Вашингтон, где запланирован был поединок против «Вашингтон Уизардс». В клубе он должен был заменить травмированного Жидрунаса Илгаускаса. За 10 дней в «Кавальерс» Оллред должен был получить 25 000 долларов, что равнялось его двухгодичному заработку в «Стэмпид». В игре против «Уизардс» Оллред так и не появился на площадке, как и не вышел и в следующем поединке с «Шарлотт Бобкэтс». Дебют Лэнса в НБА состоялся 17 марта в матче против «Орландо Мэджик». Таким образом, он стал первым официально зарегистрированным глухим игроком в истории НБА. Во время игры он промахнулся в своей единственной попытке. 25 марта 2008 года «Кавальерс» продлили контракт с Оллредом ещё на 10 дней, а 4 апреля подписал его до конца сезона и предложил негарантированный контракт на следующий сезон. Лэнс выходил на площадку всего в трёх играх, проведя на площадке, в общей сложности, 10 минут и набрав 3 очка (1 из 4 попаданий с игры и 1 из 2 штрафных).
Оллред был приглашён в тренировочный лагерь «Кавальерс» перед сезоном 2008/09. После товарищеской игры против «Торонто Рэпторс», где он сделал один подбор и блок-шот за 4 минуты, был уволен.

### 2008—2010: Возвращение в Д-Лигу и выступления за океаном
В сезоне 2008/09 Оллред вернулся в «Айдахо Стэмпид» в Д-Лигу. Во всех 45 играх он выходил в стартовом составе и в среднем за игру набирал по 15,5 очка и делал 9,2 подбора. В феврале 2009 года Лэнс опять был выбран в Красную команду для участия в матче всех звёзд Д-Лиги. Оллерд провёл на площадке 20 минут, набрал 10 очков и сделал 7 подборов, а его команда победила со счётом 113—103. Лэнс также защищал свой титул победителя конкурса H.O.R.S.E. В соревновании он не сумел повторить прошлогодний успех, заняв третье место. После конкурса Оллред высказал некоторые претензии к проведению H.O.R.S.E. в этом году, но официальную жалобу подавать отказался.
Июль 2009 года Оллред провёл в тренировочном лагере «Орландо Мэджик». В августе он переехал в Европу, где провёл некоторое время с итальянским баскетбольным клубом «Наполи». По словам Лэнса, с первых же дней в Неаполе у него возникли проблемы. Он был оставлен в гостинице без денег, телефона и машины. В первые дни зарплату ему не выплачивали, а условия на тренировках были плохие. В конце сентября он подписал 60-дневный контракт с клубом «Скаволини», в котором заменил травмированного Эрика Уилльямса. В клубе он провёл 4 игры в среднем набирая по 5,3 очка и делая 4 подбора за игру. В январе 2010 года он вернулся в Айдахо и провёл остаток сезона в «Стэмпид», отыграв 30 игр, в среднем за игру набирая по 13 очков и делая 9 подборов. Лишь после «звёздного уикэнда» он пропустил две игры из-за травмы лодыжки.
Начало межсезонья 2010 года Оллред провёл с украинским клубом «Химик», а в сентябре подписал контракт на предсезонные игры с «Индианой Пэйсерс». В составе «Пэйсерс» он провёл три матча, после чего команда отказалась от его услуг, сократив свой состав до 16 игроков. В октябре он месяц провёл в составе греческого клуба «Марусси». Вернувшись в США, он как часть сделки трёх клубов был обменян из «Стэмпид» в «Юту Флэш». Отыграв за команду 7 игр, Лэнс в феврале перешёл в венесуэльский клуб «Тротамундос де Карабобо». В трёх играх за команду он набрал 4 очка и сделал 10 подборов, после чего руководство клуба, неудовлетворённое его игрой, решило отказаться от его услуг.

### 2011: Отаго Наггетс
В 2011 году Оллред перешёл в новозеландский клуб «Отаго Наггетс», который вернулся в Национальную баскетбольную лигу после годового перерыва. Перейти в «Наггетс» ему предложил его друг Скотт Галлахер, который подписал контракт с этой командой. В клубе Лэнс стал первым игроком с опытом выступления в НБА, и руководство клуба надеялось, что он поможет преодолеть проигрышную серию из 27 поражений. В «Наггетс» Оллред имел репутацию надёжного игрока, способного набирать дабл-даблы за игру. В дебютной игре за команду в предсезонном матче Лэнс приятно впечатлил руководство клуба, набрав 27 очков и сделав 12 подборов. В первой игре в регулярном чемпионате он смог набрать 20 очков и сделал 16 подборов. Несмотря на хорошую игру двух американских легионеров, команда проиграла три стартовых матча.

### 2011: Киото Ханнариз
В августе 2011 года Оллред подписал контракт с японским клубом «Киото Ханнариз», выступающем в биджей лиге. Таким образом став четвёртым игроком НБА, выступающим в японской лиге. Здесь также выступают такие баскетболисты, как Махмуд Абдул-Рауф, Кенни Саттерфилд и Роберт Свифт.

### 2012: Фуэрса Рехиа
В 2012 году Оллред подписал контракт с мексиканским клубом «Фуэрса Рехиа».

## Характеристика игрока
211-сантиметровый и 116-килограммовый Оллред играет на позиции центрового. Себя он характеризует как центрового, любящего проводить комбинацию Пик-н-ролл, и хорошего игрока в подборе. Обозреватели также отмечают его хороший прыжок, способность сделать подбор и бросок со средней дистанции. Лэнс — толковый, работящий и знающий как играть в баскетбол — был одним из лучших игроков Лиги развития. За год в «Стэмпид» он сумел пройти путь от четвёртого центрового до стартовой пятёрки. За свои достижения в студенческом баскетболе он был выбран в состав команды десятилетия университета Уэбер Стэйт.

## Личная жизнь
Лэнс Оллред родился в мормонской полигамной общине, а позже вместе с родителями перешёл в Церковь Иисуса Христа Святых последних дней. В возрасте 18 лет, согласно его вере, он два года прослужил в качестве миссионера. Лэнс не употребляет алкоголь и наркотики.
Оллред любит читать и в настоящее время работает над двумя книгами. Первая — исторический роман о Битве при Куртре, произошедшей в XIV веке. Вторая — пишется в стиле сатиры викторианской эпохи. На неё его вдохновила неприязнь к книге Джейн Остин «Гордость и предубеждение». Лэнс также написал книгу стихов «Pesaro poems», которую планирует издать. Он является автором автобиографической книги «Дальний бросок: приключения глухого мормонского мальчика и его путешествие в НБА» («Longshot: The Adventures of a Deaf Fundamentalist Mormon Kid and His Journey to the NBA»), опубликованной издательством Harper Collins, которая была хорошо воспринята критиками. В настоящее время работает над продолжением автобиографии под названием «Баскетбольные боги» («Basketball Gods»).
Кроме проблем со слухом, которые повлияли на развитие речи и из-за которых он был вынужден до 15 лет посещать логопеда, Лэнс страдает гипергидрозом.

## Статистика

### Статистика в НБА
| Сезон                                                                                    | Команда  | Регулярный сезон | Регулярный сезон | Регулярный сезон | Регулярный сезон | Регулярный сезон | Регулярный сезон | Регулярный сезон | Регулярный сезон | Регулярный сезон | Регулярный сезон | Регулярный сезон | Серия плей-офф | Серия плей-офф | Серия плей-офф | Серия плей-офф | Серия плей-офф | Серия плей-офф | Серия плей-офф | Серия плей-офф | Серия плей-офф | Серия плей-офф | Серия плей-офф |
| Сезон                                                                                    | Команда  | GP               | GS               | MPG              | FG%              | 3P%              | FT%              | RPG              | APG              | SPG              | BPG              | PPG              | GP             | GS             | MPG            | FG%            | 3P%            | FT%            | RPG            | APG            | SPG            | BPG            | PPG            |
| ---------------------------------------------------------------------------------------- | -------- | ---------------- | ---------------- | ---------------- | ---------------- | ---------------- | ---------------- | ---------------- | ---------------- | ---------------- | ---------------- | ---------------- | -------------- | -------------- | -------------- | -------------- | -------------- | -------------- | -------------- | -------------- | -------------- | -------------- | -------------- |
| 2007/08                                                                                  | Кливленд | 3                | 0                | 3,4              | 25,0             | -                | 50,0             | 0,3              | 0,0              | 0,0              | 0,0              | 1,0              | Не участвовал  | Не участвовал  | Не участвовал  | Не участвовал  | Не участвовал  | Не участвовал  | Не участвовал  | Не участвовал  | Не участвовал  | Не участвовал  | Не участвовал  |
|                                                                                          | Всего    | 3                | 0                | 3,4              | 25,0             | -                | 50,0             | 0,3              | 0,0              | 0,0              | 0,0              | 1,0              | Не участвовал  | Не участвовал  | Не участвовал  | Не участвовал  | Не участвовал  | Не участвовал  | Не участвовал  | Не участвовал  | Не участвовал  | Не участвовал  | Не участвовал  |
| Наведите курсор мыши на аббревиатуры в заголовке таблицы, чтобы прочесть их расшифровку. |          |                  |                  |                  |                  |                  |                  |                  |                  |                  |                  |                  |                |                |                |                |                |                |                |                |                |                |                |

### Статистика в Джи-Лиге
| Сезон                                                                                    | Команда        | Регулярный сезон | Регулярный сезон | Регулярный сезон | Регулярный сезон | Регулярный сезон | Регулярный сезон | Регулярный сезон | Регулярный сезон | Регулярный сезон | Регулярный сезон | Регулярный сезон | Серия плей-офф | Серия плей-офф | Серия плей-офф | Серия плей-офф | Серия плей-офф | Серия плей-офф | Серия плей-офф | Серия плей-офф | Серия плей-офф | Серия плей-офф | Серия плей-офф |
| Сезон                                                                                    | Команда        | GP               | GS               | MPG              | FG%              | 3P%              | FT%              | RPG              | APG              | SPG              | BPG              | PPG              | GP             | GS             | MPG            | FG%            | 3P%            | FT%            | RPG            | APG            | SPG            | BPG            | PPG            |
| ---------------------------------------------------------------------------------------- | -------------- | ---------------- | ---------------- | ---------------- | ---------------- | ---------------- | ---------------- | ---------------- | ---------------- | ---------------- | ---------------- | ---------------- | -------------- | -------------- | -------------- | -------------- | -------------- | -------------- | -------------- | -------------- | -------------- | -------------- | -------------- |
| 2007/08                                                                                  | Айдахо Стэмпид | 38               | 38               | 29,6             | 51,2             | 100,0            | 78,9             | 10,0             | 1,4              | 0,4              | 0,4              | 16,2             | Не участвовал  | Не участвовал  | Не участвовал  | Не участвовал  | Не участвовал  | Не участвовал  | Не участвовал  | Не участвовал  | Не участвовал  | Не участвовал  | Не участвовал  |
| 2008/09                                                                                  | Айдахо Стэмпид | 45               | 45               | 29,8             | 50,0             | 0,0              | 71,0             | 9,2              | 1,3              | 0,5              | 0,6              | 15,5             | 1              | 1              | 39,2           | 52,6           | -              | -              | 11,0           | 1,0            | 0,0            | 3,0            | 20,0           |
| 2009/10                                                                                  | Айдахо Стэмпид | 30               | 28               | 31,2             | 49,4             | -                | 66,7             | 9,0              | 1,3              | 0,5              | 0,4              | 12,9             | Не участвовал  | Не участвовал  | Не участвовал  | Не участвовал  | Не участвовал  | Не участвовал  | Не участвовал  | Не участвовал  | Не участвовал  | Не участвовал  | Не участвовал  |
| 2010/11                                                                                  | Юта Флэш       | 7                | 4                | 23,3             | 48,9             | -                | 54,5             | 7,0              | 1,0              | 0,3              | 0,6              | 7,1              | Не участвовал  | Не участвовал  | Не участвовал  | Не участвовал  | Не участвовал  | Не участвовал  | Не участвовал  | Не участвовал  | Не участвовал  | Не участвовал  | Не участвовал  |
|                                                                                          | Всего          | 120              | 115              | 29,7             | 50,2             | 50,0             | 73,6             | 0,0              | 1,3              | 0,5              | 0,5              | 14,6             | 1              | 1              | 39,2           | 52,6           | -              | -              | 11,0           | 1,0            | 0,0            | 3,0            | 20,0           |
| Наведите курсор мыши на аббревиатуры в заголовке таблицы, чтобы прочесть их расшифровку. |                |                  |                  |                  |                  |                  |                  |                  |                  |                  |                  |                  |                |                |                |                |                |                |                |                |                |                |                |

### Статистика в NCAA
| Сезон | Команда     | Conf        | Class       | GP | GS | MPG  | FG%  | 3P%  | FT%  | RPG  | APG | SPG | BPG | PPG  |
| --- | ----------- | ----------- | ----------- | -- | -- | ---- | ---- | ---- | ---- | ---- | --- | --- | --- | ---- |
| 2000/01 | Юта         | MWC         | FR          | 17 | 0  | 5,6  | 60,9 | -    | 50,0 | 1,8  | 0,1 | 0,1 | 0,1 | 2,2  |
| 2001/02 | Юта         | MWC         | SO          | 22 | 6  | 10,5 | 43,6 | -    | 82,6 | 1,4  | 0,1 | 0,1 | 0,2 | 2,4  |
| 2003/04 | Вебер Стэйт | Big Sky     | JR          | 27 | 20 | 25,7 | 42,9 | 33,3 | 74,4 | 6,0  | 0,8 | 0,3 | 0,1 | 11,7 |
| 2004/05 | Вебер Стэйт | Big Sky     | SR          | 29 | 28 | 32,5 | 51,5 | 60,0 | 70,9 | 12,0 | 1,7 | 0,5 | 0,2 | 17,7 |
| Всего | Всего       | Всего       | Всего       | 95 | 54 | 20,7 | 48,1 | 42,9 | 71,8 | 6,0  | 0,8 | 0,3 | 0,2 | 9,7  |
| Юта | Юта         | Юта         | Юта         | 39 | 6  | 8,4  | 50,0 | -    | 68,3 | 1,6  | 0,1 | 0,1 | 0,2 | 2,3  |
| Вебер Стэйт | Вебер Стэйт | Вебер Стэйт | Вебер Стэйт | 56 | 48 | 29,2 | 48,0 | 42,9 | 72,3 | 9,1  | 1,3 | 0,4 | 0,1 | 14,8 |
| Наведите курсор мыши на аббревиатуры в заголовке таблицы, чтобы прочесть их расшифровку Статистика приведена с сайта sports-reference.com |             |             |             |    |    |      |      |      |      |      |     |     |     |      |

### Статистика в других лигах
| Сезон | Команда                  | Лига                     | GP  | GS  | MPG  | FG%  | 3P%  | FT%  | RPG  | APG | SPG | BPG | PFL | TOV | PPG  |
| --- | ------------------------ | ------------------------ | --- | --- | ---- | ---- | ---- | ---- | ---- | --- | --- | --- | --- | --- | ---- |
| 2005/06 | Все клубы                | Все лиги                 | 15  | 4   | 13,9 | 49,2 | 0,0  | 40,0 | 3,3  | 0,4 | 0,4 | 0,1 | 1,9 | 0,7 | 4,7  |
| 2005/06 | Руан Метрополь Баскет    | Чемпионат Франции        | 11  | 3   | 16,2 | 48,2 | 0,0  | 40,0 | 3,9  | 0,5 | 0,4 | 0,1 | 1,9 | 0,9 | 5,5  |
| 2005/06 | Бурк                     | Чемпионат Франции        | 4   | 1   | 7,8  | 55,6 | -    | -    | 1,5  | 0,3 | 0,5 | 0,0 | 1,8 | 0,0 | 2,5  |
| 2009/10 | Виктория Либертас        | Чемпионат Италии         | 4   | 0   | 10,5 | 45,5 | -    | 20,0 | 4,0  | 0,0 | 0,5 | 0,0 | 2,3 | 1,3 | 5,3  |
| 2012/13 | Все клубы                | Все лиги                 | 54  | 44  | 27,3 | 55,2 | 16,7 | 71,7 | 8,3  | 1,4 | 0,6 | 0,3 | 2,4 | 1,8 | 12,9 |
| 2012/13 | Фуэрса Рехия             | Чемпионат Мексики        | 41  | 38  | 29,1 | 56,2 | 16,7 | 72,0 | 9,2  | 1,6 | 0,4 | 0,3 | 2,3 | 1,9 | 14,5 |
| 2012/13 | Тротамундос де Карабобо  | Чемпионат Венесуэлы      | 13  | 6   | 21,6 | 50,0 | -    | 70,4 | 5,5  | 1,0 | 1,0 | 0,4 | 2,8 | 1,4 | 7,9  |
| 2013/14 | Все клубы                | Все лиги                 | 25  | 17  | 21,4 | 52,2 | -    | 79,3 | 7,6  | 1,1 | 0,4 | 0,4 | 1,7 | 1,7 | 11,4 |
| 2013/14 | Альконес де Халапа       | Чемпионат Мексики        | 22  | 14  | 20,4 | 52,4 | -    | 81,5 | 7,8  | 1,0 | 0,4 | 0,4 | 1,7 | 1,8 | 11,8 |
| 2013/14 | Атлетикос де Сан-Херман  | Чемпионат Пуэрто-Рико    | 3   | 3   | 29,0 | 50,0 | -    | 50,0 | 6,3  | 2,0 | 0,7 | 0,3 | 1,3 | 1,0 | 8,0  |
| 2014/15 | Все клубы                | Все лиги                 | 48  | 36  | 25,9 | 49,0 | 12,0 | 68,5 | 7,6  | 1,4 | 0,6 | 0,3 | 2,4 | 1,6 | 10,4 |
| 2014/15 | Фуэрса Рехия             | Чемпионат Мексики        | 35  | 33  | 27,4 | 49,4 | 9,5  | 70,3 | 8,1  | 1,6 | 0,8 | 0,3 | 2,5 | 1,7 | 12,0 |
| 2014/15 | Леонес де Понсе          | Чемпионат Пуэрто-Рико    | 10  | 0   | 17,9 | 51,0 | 25,0 | 62,5 | 4,7  | 0,5 | 0,0 | 0,1 | 2,3 | 1,1 | 5,6  |
| 2014/15 | Фуэрса Рехия             | Лига ФИБА Америка        | 3   | 3   | 35,0 | 40,0 | -    | 0,0  | 11,7 | 2,3 | 0,3 | 0,3 | 2,7 | 2,0 | 8,0  |
| Всего | Всего                    | Всего                    | 146 | 101 | 24,0 | 52,1 | 12,5 | 69,8 | 7,3  | 1,2 | 0,5 | 0,3 | 2,2 | 1,6 | 10,8 |
| В чемпионате Франции | В чемпионате Франции     | В чемпионате Франции     | 15  | 4   | 13,9 | 49,2 | 0,0  | 40,0 | 3,3  | 0,4 | 0,4 | 0,1 | 1,9 | 0,7 | 4,7  |
| В чемпионате Мексики | В чемпионате Мексики     | В чемпионате Мексики     | 98  | 85  | 26,5 | 53,1 | 11,1 | 73,2 | 8,5  | 1,4 | 0,6 | 0,3 | 2,2 | 1,8 | 13,0 |
| В чемпионате Пуэрто-Рико | В чемпионате Пуэрто-Рико | В чемпионате Пуэрто-Рико | 13  | 3   | 20,4 | 50,7 | 25,0 | 58,3 | 5,1  | 0,8 | 0,2 | 0,2 | 2,1 | 1,1 | 6,2  |
| Наведите курсор мыши на аббревиатуры в заголовке таблицы, чтобы прочесть их расшифровку Статистика приведена с сайта basketball.realgm.com |                          |                          |     |     |      |      |      |      |      |     |     |     |     |     |      |